# Итальянская либеральная партия
Итальянская либеральная партия (итал. Partito Liberale Italiano, PLI) — праволиберальная и умеренно-консервативная правоцентристская политическая партия в Италии XX века. Создана в 1922 году в результате объединения праволиберальной партии «Левая» и умеренно-консервативной партии «Правая». В первой половине 1920-х годов, опасаясь прихода к власти социалистов и коммунистов, поддерживала фашистов Бенито Муссолини. В 1926 году была распущена фашистским режимом вместе с другими партиями. Восстановлена в 1943 году. Во время Первой итальянской республики (1947—1993) либералы не пользовались широкой поддержкой итальянских избирателей, но не раз входили в правоцентристские кабинеты Христианско-демократической партии. После скандала «Тангентополи», приведшего к падению Первой республики, партия самораспустилась.
В 1947 году Итальянская либеральная партия стала одним из учредителей Либерального интернационала. Позднее была членом Европейской либерально-демократической и реформистской партии.

## История

### Предшественники Либеральной партии
История итальянского либерализма начинается в Сардинском королевстве первой половины XIX века. После Февральской революции король Карл Альберт упразднил абсолютную монархию и утвердил 4 марта 1848 года Альбертинский Статут, установив в Пьемонте конституционную парламентскую монархию. Первые выборы в Палату депутатов Сардинского королевства состоялись в 1849 году. В них участвовали только что созданные партии, «Правая», создателем которой стал издатель Камилло Бенсо ди Кавур, глава умеренного крыла пьемонтских консерваторов, и «Левая», основателем которой был адвокат Урбано Раттацци, лидер пьемонтских либералов. Правые выступали за сильное центральное правительство, ограниченное избирательное право, регрессивное налогообложение и свободную торговлю. Левые в свою очередь добивались демократизации и модернизации государства и страны, поддерживая расширение местного самоуправления, избирательных прав и социальной политики, а также уменьшение роли Католической церкви в жизни страны, в частности за развитие светского образования. По вопросу изгнания австрийцев и объединения Италии под эгидой Пьемонта (так называемая «пьемонтизация») обе партии занимали единую позицию.
После создания единого Итальянского королевства в 1861 году эти две партии вплоть до начала XX века доминировали в политической жизни страны. Так, «Правая» неизменно выигрывала парламентские выборы с 1849 по 1876 год, после чего её в роли ведущей партии Палаты депутатов сменила «Левая», имевшая парламентское большинство с 1876 по 1919 год. Почти полвека, с 23 марта 1861 года и до 23 июня 1919 года Совет министров Италии неизменно возглавляли представители «Левой» или «Правой».
Несмотря на конкуренцию и различие в занимаемых позициях, умеренные правые и умеренные левые нередко сотрудничали. Так, в 1864 году разногласия между течениями внутри «Правой» достигли такого накала, что кабинет Альфонсо Ферреро Ламармора смог удержаться у власти лишь благодаря поддержке депутатов от «Левой». В 1876 году часть депутатов от «Правой», недовольных жёстко налогово-бюджетной политикой премьер-министра Марко Мингетти объединились с левыми, что привело к отставке правительства. Впервые в истории Италии правительство было отправлено в отставку не монархом, а парламентом. Это событие вошло в историю под названием «Парламентская революция» и ознаменовало закат эпохи доминирования «Правой» в итальянской политики. К власти пришёл левый кабинет, а на досрочных выборах того же 1876 года правые получили всего 94 места в Палате депутатов из 508, в три раза меньше чем ранее. Лидер «Левой» 1870-х—1880-х годов Агостино Депретис, возглавлявший правительство Италии в 1876—1877, 1878 и 1881—1887 годах, понимая невозможность образовать прочное правительственное большинство опираясь только на раздираемую конфликтами левую партию, начиная с мая 1881 года стал привлекать на свою сторону правый центр. Стремясь избежать открытой конфронтации между правящим большинством и оппозицией, как слева, так и справа, Депретис пытался заручиться поддержкой отдельных депутатов по локальным вопросам даже если это противоречило партийной программе. Подобная политика, получившая название «трансформизм» (итал. trasformismo), получила широкое распространение в итальянской политике.
Осложнение социально-политической ситуации в Италии в первые два десятилетия XX века, рост доли рабочего класса в населении страны, реформа избирательной системы 1912 года, увеличившая количество избирателей более чем в 3 раза, тяжёлая, хоть и завершившаяся победой Италии, война и ухудшение экономической ситуации в послевоенные годы привели к резкому снижению популярности правоцентристских сил. По итогам выборов 1904 года впервые второй партией Италии по количеству голосов стали не правые, а социалисты, а в 1909 году «Правую» по количеству голосов и мандатов опередили радикалы. В результате в 1913 году правые впервые пошли на выборы не самостоятельно, а вместе с «Левой», образовав коалицию «Либералы». Благодаря объединению и «Пакту Гентилони» (назван так в честь Винченцо Отторино Гентилони, главы Избирательного союза итальянских католиков) праволиберальные силы смогли сохранить за собой большинство в Палате депутатов, но лишь до следующих выборов. Быстрый рост двух массовых партий, Итальянской социалистической и Итальянской народной (предшественника ХДП), привели к тому, что выборы 1919 года завершились для правящей праволиберальной коалиции разгромом. Она не только потеряла большинство в парламенте, но стала всего лишь пятой силой парламента по количеству мандатов.

### Создание Либеральной партии. Либералы и фашизм
8 октября 1922 года была создана Итальянская либеральная партия, объединившая остатки «Правой» и «Левой» партий. Поражение на выборах 1919 года, рост левых настроений и страх перед коммунистическим переворотом, привели к тому, что политический истеблишмент начала 1920-х годов закрывал глаза на растущую активность фашистов Бенито Муссолини. Более того, тогдашнее руководство либералов во главе с Джованни Джолитти (глава правительства в 1920—1921 годах) использовали фашистов для борьбы с левыми, не мешая им силой устанавливать контроль над городским и областными органами власти, а также применять насилие в отношении своих политических оппонентов.
В конце октября 1922 года либералы в большинстве своём поддержали Марш на Рим, приведший к насильственной смене власти в Италия и установлению фашистской диктатуры во главе с Муссолини. Многие члены партии сотрудничали с фашистами, как на центральном уровне, войдя в новое правительство, так и на местном. В ноябре 1923 года либералы голосовали за принятие предложенного фашистами закона Ачербо, согласно которому партия, набравшая наибольшее количество голосов, но не менее 25 %, получала 66 % мест в парламенте. Оставшаяся треть мест распределялась между всеми остальными партиями согласно пропорциональной системе. В выборах 1924 года часть либералов приняли участие единым списком с фашистами, часть во главе с Джолитти пошли самостоятельно. В результате Бенито Муссолини получил лояльный парламент.
В то время многие либералы, в том числе их лидер Джолитти, надеялись, что придя к власти фашисты станут более умеренными и ответственными. Надеждам не суждено было сбыться. Уже вскоре принятие закона, ограничивавшего свободу прессы, убийство фашистами депутата-социалиста Джакомо Маттеотти и другие действия нового режима, явно показали намерение Муссолини уничтожить демократию. В 1925 году Итальянская либеральная партия, как и другие партии, была запрещена. Даже после этого ряд либералов продолжали сотрудничать с авторитарным режимом, получая различные престижные, но не влиятельные, политические должности, например, места в Сенате, который был лишен всякой реальной власти в результате парламентской реформы 1928 года. С другой стороны, многим либералам установление фашистской диктатуры открыло глаза на сущность Муссолини. Так, философ и историк Бенедетто Кроче, один из самых известных представителей либеральной интеллигенции того времени, в 1922 году оправдывал действия фашистов, считая их необходимыми для наведения порядка, но уже в 1924 году стал убеждённым антифашистом, а в 1925 году написал «Манифест антифашистской интеллигенции». Лишь широкая международная известность учёного и политика спасла его от тюремного заключения.
Во время сопротивления многие либералы приняли активное участие в партизанских действиях, воюя в основном в составе автономных образований, таких как партизаны-бадольянцы. Большой известностью в Италии пользовался герой антифашистского Сопротивления граф Эдгардо Соньё, убеждённый либерал и монархист, награждённый Золотой медалью за воинскую доблесть, высшей в Италии наградой за доблесть для младших офицеров и солдат.

### Восстановление Либеральной партии
Неудачи III Рейха в войне с СССР и в Северной Африке, а также высадка союзных войск в Сицилии сформировали среди итальянской элиты, включая верхушку Фашистской партии, убеждение о необходимости смещения Муссолини и выхода из войны. 25 июля 1943 года дуче был арестован. В этих условиях стал актуален вопрос о восстановлении Либеральной партии. В августе того же 1943 года адвокат Леоне Каттани, в прошлом лидер католической студенческой организации, и фермер Николо Сарандини начали издание газеты «Либеральное возрождение», позже к ним присоединился журналист Марио Паннунцио. Идею восстановления Либеральной партии поддержали такие авторитетные деятели итальянского либерализма как Бенедетто Кроче, Луиджи Эйнауди, Алессандро Касати и Марчелло Солери, а также несколько молодых, но уже известных, таких как Манлио Брозио, и многие другие представители итальянского политического класса, в том числе бывшие премьер-министры Витторио Эмануэле Орландо и не входивший ранее в ряды либералов Франческо Саверио Нитти.
Благодаря Каттани, Касати и Солери, Либеральная партия приняла участие в формировании и деятельности Комитета национального освобождения. Весной 1944 года Кроче стал министром без портфеля во втором правительстве маршала Бадольо, за что подвергся критике со стороны Сарандини и Паннунцио. Позднее Кроче и Орландо участвовали в правительствах национального единства во главе с Иваноэ Бономи и Ферруччо Парри.
2—4 июня 1944 года в Неаполе состоялся конгресс Либеральной партии с участием представителей освобождённых территорий. На нём генеральным секретарём возрождаемой партии был избран Брозио, которого в декабре сменил Каттани, а президентом партии стал Кроче. В первые годы партия занимала позиции близкие к левому центру, позиционируя себя как антифашистскую. С 9 апреля по 3 мая 1946 года в Риме состоялся III конгресс либералов (первые два прошли в 1922 и 1924 годах). На нём был принят Учредительный акт, в котором говорилось о преемственности политики Либеральной партии эпохи Джолитти. Новым генсеком стал Джованни Кассандро, но уже в декабре его сменил монархист и консерватор Роберто Лючиферо д'Априльяно. Таким образом Либеральная партия сделала резкий поворот вправо, став партией либерально-консервативной, националистической, монархической, антикоммунистической и антисоциалистической. Усилению позиций правого крыла внутри Либеральной партии способствовало присоединение к ней осенью 1946 года части членов недавно распущенной консервативно-монархической Итальянской демократической партии (итал. Partito Democratico Italiano), среди которых был партизан, адвокат, политик и журналист Роберто Лючиферо д’Априльяно. Подобное изменение курса вызвало появление внутри партии оппозиции. В течение 1946 года создаётся ряд либерально-прогрессистских групп («Либеральное возрождение» Панфило Гентиле и Леоне Каттани, Леволиберальное движение Эудженио Моранди и Эрнесто Каттанео, «Либеральная демократия» Паоло Серини и другие), объединяющие в основном либералов из Северной Италии (Бергамо, Генуя, Флоренция, Тренто, Триест, Болонья).
2 июня 1946 года состоялись выборы в Учредительное собрание и конституционный референдум, на котором 54,27 % избирателей высказались за отмену монархии. В выборах Либеральная партия участвовала в составе коалиции Национально-демократический союз, в которую помимо либералов вошли прогрессистско-демократические Демократическая партия труда и Демократический альянс свободы (Артуро Лабриола), а также центристско-либеральный Национальный союз за реконструкцию (Франческо Саверио Нитти). За коалицию проголосовали 1 560 638 избирателей (6,79 %). Из 41 депутата, избранного от Нацдемсоюза, 18 представляли Либеральную партию. В ходе конституционного референдума подавляющее большинство либералов проголосовали в пользу монархии. 1 июля 1946 года члены Учредительного собрания подавляющим большинством голосов (396 из 504 голосовавших) избрали временным главой государства (первым президентом Италии) либерала Энрико де Никола, ранее Председателя Палаты депутатов Итальянского королевства и сенатора.
18 апреля 1948 года прошли первые после принятия Конституции парламентские выборы. В них либералы участвовали в составе Национального блока, в который кроме них вошли правопопулистский Фронт обывателей Гульельмо Джаннини и центристско-либеральный Союз национального возрождения Франческо Саверио Нитти. Блок получил 19 мест в палате депутатов, из них 15 заняли либералы, и 10 мест в Сенате. 12 мая того же года новым президентом Итальянской республики был избран экономист, журналист, сенатор, глава Банка Италии Луиджи Эйнауди, получив 59,4 % голосов.
Тем временем, разногласия между правым и левым крылом Либеральной партии привели к созданию 20 июня 1948 года Независимого либерального движения во главе с Николо Карандини и Марио Феррара. Угроза раскола партии привела к отставке Лючиферо с поста генерального секретаря, который занял центрист Бруно Виллабруна. С самого начала он взял курс на реинтеграцию в ряды партии левых и сотрудничество с социал-демократами для укрепления светских демократических сил в условиях растущего влияния христианских демократов, решительно выступая против союза с правыми партиями. В январе 1950 года левый уклон либералов привёл к потере ими представительства в очередном кабинете Де Гаспери. В дальнейшем Виллабруна удалось избавить Либеральную партию от некоторых из лидеров правых монархистов, в том числе от Лючиферо, что позволило начать процесс воссоединения с левыми либералами Николо Карандини. Победу Виллабруна закрепила конференция Независимого либерального движения в Турине 8 декабря 1951 года, на которой было принято решение о самороспуске и воссоединении с Либеральной партией.
Доминирование левых либералов оказалось недолгим. Вскоре внутри партии вновь начинается рост правого крыла, но уже не консервативно-монархического как ранее, а основанного на идеях экономического либерализма и антисоциалистических настроениях. Уже VI конгресс партии во Флоренции в январе 1953 года показал снижение влияния Виллабруна и подъём Джованни Малагоди, нового лидера правых либералов. Хотя Национальный совет партии 13 декабря 1953 года переизбрал Виллабруна генеральным секретарём, он был вынужден уступить давлению Малагоди и отказаться от политики союза с социал-демократами.

### От расцвета до роспуска
В апреле 1954 года новым генсеком Либеральной партии стал банкир Джованни Малагоди, бывший представитель Италии в Организации европейского экономического сотрудничества. При нём партия стала реже обращаться к традициям итальянского либерализма, воплощенных в Бенедетто Кроче, Витторио Эмануэле Орландо и других политических деятелей прошлого, взяв курс на защиту интересов предпринимательского класса, по экономическим вопросам часто солидаризируясь с Конфиндустрией. Либералы выступали против этатизма, чрезмерного налогообложения, национализации и участия государства в хозяйственной деятельности, в защиту частной собственности и свободного предпринимательства. Либеральная партия была одной из самых стойких противников реформы городского планирования, задуманной министром общественных работ Фиорентино Сулло (ХДП).
Экономический либерализм Малагоди, идущий вразрез с традициями итальянского либерализма, исторически выступавшего за государственную опеку над частным капиталом, привёл к выходу из партии части левых либералов, в том числе Эудженио Скальфари и Марко Паннелла, которых поддержал редактор еженедельника Il Mondo Марио Паннунцио. В 1955 году они основали Радикальную партию либералов и демократов Италии. Из-за критики правительственной политики и отказа сотрудничать с социалистами и левым крылом ХДП либералы 15 лет, с 19 мая 1957 года и до 26 июня 1972 года, оставались в оппозиции, не входя ни в одно правительство.
В то же время, экономический либерализм и уклон вправо позволил партии привлечь новых избирателей из числа городского среднего класса, в том числе отобрать голоса у полевевших христианских демократов и правых партий, таких как Итальянское социальное движение и Национальная монархическая партия. На всеобщих выборах 1963 года Либеральная партия достигла наилучшего результата в своей истории. За кандидатов либералов в Палату депутатов проголосовали 6,97 % избирателей, а на выборах в Сенат — 7,52 %. Итальянская либеральная партия значительно улучшила свои показатели по всей Италии, в частности в Северной Италии, Риме и на Сицилии, где набрала более 10 % голосов.
В июле 1972 года Малагоди покинул пост генсека, став новым президентом партии. Пережив пик популярности в 1968 году, Либеральная партия стала терять поддержку среди избирателей, что было связано с радикализацией итальянской политики в эти годы, постепенным отходом от последовательного либерализма Малагоди и усилением конкуренции со стороны Итальянской республиканской партии, которая в 1970-х годах под руководством Джованни Спадолини переориентировалась с рабочих на образованных избирателей среднего класса. Пытаясь привлечь новых сторонников партия начинает выступать за проведение социальных реформ, в частности во время референдума 1974 года выступили против отмены легализации разводов, что вызвало недовольства консервативно настроенных католиков.
На всеобщих выборах 1976 года Либеральная партия выступила крайне неудачно, потеряв три четверти своих мест в Палате депутатов и в Сенате. Это привело к росту влияния внутри партии левого крыла, выступавшего за отказ от прежнего антисоциалистического курса и за диалог с социалистами. В 1977 году Либеральную партию возглавил депутат от Пьемонта Валерио Дзаноне.
В 1980-х годах Либеральная партия окончательно сместилась в центр и стала частью «пентапартито», коалиции пяти партий, во главе с христианскими демократами, при участии социалистов, социал-демократов и республиканцев, которая стала необходима после кризиса старого центра. Либерал Ренато Альтиссимо был министром здравоохранения в обоих правительствах республиканца Спадолини и пятом кабинете Аминторе Фанфани, а затем министром промышленности, торговли и ремесёл при премьере-социалисте Беттино Кракси.
В 1985 году, после неудачных выборов в Европарламент, Альфредо Бионди, Раффаэле Коста и Эрманно Перелла добились отставки Дзаноне, почти 10 лет руководившего партией. Новым генсеком стал Альфредо Бионди. Уже через год он избирается президентом, оставив пост секретаря Ренато Альтиссимо. Под его руководством либералы успешно выступили на выборах 1992 года. Это был последний успех партии. В Италии уже разгорался скандал «Тангентополи», уничтоживший Первую итальянскую республику, а вместе с ней и Либеральную партию.
В мае 1993 года, из-за подозрений в причастности к незаконному финансированию политических партий в отставку уходит Ренато Альтиссимо, вместо него секретарём стал Раффаэле Коста. Сильный удар по репутации Либеральной партии нанёс скандал с Франческо Де Лоренцо, либеральным министром здравоохранения в 1989—1993 годах. Де Лоренцо стал одним из самых ненавистных политиков в Италии, когда выяснилось что он участвовал в расхищении средств выделенных больницам и брал взятки от фармацевтических компаний. 5—6 февраля 1994 года в Риме состоялся XXII конгресс Итальянской либеральной партии, как выяснилось последний. Делегаты, шокированные результатами операции «Чистые руки», приняли решение распустить партию.

### После роспуска
Уже в 1993 году, до самороспуска Либеральной партии, некоторые её члены, сохраняя при этом членство в партии, попытались найти новые символы и новые формы для либерального движения. В июне 1993 года бывший президент партии Валерио Дзаноне объявил о создании Либерально-демократического союза (итал. Unione Liberaldemocratica), неконсервативного движения, вдохновлённого идеями либеральной демократии. Тогда же Раффаэле Коста, действующий на тот момент генеральный секретарь Либеральной партии, основал Союз центра (итал. Unione di Centro), целью которого было собрать вокруг себя умеренно-либеральных антикоммунистических избирателей. Некоторые члены партии, в частности Паоло Баттистуцци и Джанфранко Пассалаква, присоединились к созданной в 1993 году социально-либеральной партии Демократический альянс (итал. Alleanza Democratica).
Сразу после роспуска некоторые члены Либеральной партии озаботились проблемой координации либералов разошедшихся по различным партиям и движениям. Прогрессивный либерал Раффаэлло Морелли при поддержке консервативного либерала Альфредо Бионди основал Федерацию либералов (итал. Federazione dei Liberali). Именно Федерация унаследовала место Итальянской либеральной партии в Либеральном интернационале и партийный офис на Виа Фраттина в Риме, таким образом, подтверждая своё право быть наследником распущенной партии. Во время всеобщих выборов 1994 года Федерация либералов не стала выдвигать своих кандидатов. Зато в том же году Раффаэлло Морелли попытался объединить либеральные силы Италии под флагом Федерации либералов и выставить единый либеральный список на выборах в Европарламент. Идея провалилась. Федерация всё же приняла участие в европейских выборах, но смогла выставить свой список всего в двух областях и набрав 53 983 голоса (0,16 %) заняла предпоследнее место.
После роспуска Либеральной партии многие её члены продолжили заниматься политикой, участвуя в деятельности разных партий. Самая большая группа, во главе Раффаэле Костой, Альфредо Бионди, Энрико Наном и Эрманно Пелеллой, вступили в Союз центра, ставший частью правоцентристской коалиции Сильвио Берлускони «Полюс свобод». Другая группа, в частности Антонио Мартино, Джулиано Урбани, Джанкарло Галан, Паоло Романи, Карло Сконьямильо, Джанфранко Чаурро и Пьетро ди Муччио, присоединились к партии Сильвио Берлускони «Вперёд, Италия». Часть либералов, в том числе Габриэле Пальяччи и Джузеппе Базини, организовали либерально-консервативную партию Итальянская либеральная правая (итал. Destra Liberale Italiana , DLI), вскоре объединившись с национально-консервативной партией Джанфранко Фини Национальный альянс, образовав либеральную фракцию. Другие выбрали для себя Либерально-демократический союз Валерио Дзаноне, присоединившийся к центристской коалиции «Пакт для Италии». Некоторые предпочли сотрудничать с леволиберальной партией «Список Марко Паннелла», а меньшинство вслед за Паоло Баттистуцци и Джанфранко Пассалаква присоединились к Демократическому альянсу. Позднее Пассалаква перешёл в партию Левые демократы, где создал фракцию «Левые либералы» (итал. Sinistra Liberale, SL).
В 1995 году Либерально-демократический союз Дзаноне объединился с Федерацией либералов, которая год спустя стала одним из учредителей левоцентристской коалиции «Оливковое дерево».
В 1997 году либерал Стефано Де Лука, депутат Европарламента от «Вперёд, Италия», объявил о воссоздании Итальянской либеральной партии. К нему присоединились ряд бывших членов Либеральной партии, в том числе Энцо Палумбо, Джузеппе Базини, Ренато Альтиссимо, Джан Никола Аморетти (президент Итальянского монархического союза), Аттилио Бастианини, Сальваторе Грилло, Савино Мелильо, Карла Мартино, Карло Сконьямильо и Альфредо Бионди. Новая Либеральная партия вначале была союзником либерально-социалистической Новой итальянской социалистической партии и вместе с ней входила в коалицию «Дом свобод», но позже отказалась от дальнейших альянсов с Берлускони. В 2012 году к партии Де Лука присоединились некоторые бывшие либералы, в том числе Пелелла и Убальдо Прокаччини.
В 1998 году Союз центра объединился с партией «Вперёд, Италия!». В 2003 году часть бывших членов Союза центра, в том числе Альфредо Бионди, Раффаэле Коста и Вальтер Дзанетта, образовали внутри партии «Народ свободы», образованной в результате слияния «Вперёд, Италия!» и Национального альянса, фракцию «Народный либерализм» (итал. Liberalismo Popolare, LP).
В 2001 году Пальяччи и Базини после исключения из Национального альянса воссоздали свою партию под названием «Правые либералы — Либералы для Италии» (итал. Destra Liberale – Liberali per l'Italia, DL-LpI), позднее вернувшись к первоначальному названию. В 2011 году группа Пальяччи вступили в партию Берлускони «Народ свободы».
В январе 2008 года «Левые либералы» вместе с другими бывшими либералами, в том числе Валерио Дзаноне, Беатрис Рангони Макиавелли и Андреа Маркуччи, приняли участие в создании фракции «Либералы Демократической партии» (итал. Liberal PD), объединившей всех либералов и социал-либералов в рамках Демократической партии.

## Результаты выборов
Светло-розовым цветом выделены выборы в Палату депутатов Итальянского королевства, светло-жёлтым — выборы в Учредительное Собрание Италии, светло-серым — выборы в Палату депутатов Итальянской республики, лазурным — выборы в Сенат Итальянской республики, светло-синим — выборы в Европейский парламент.
| Год   | Список                             | Голоса            | %         | Места | Изменения |     |
| ----- | ---------------------------------- | ----------------- | --------- | ----- | --------- | --- |
| 1924  | Либералы                           | 233 521           | 3,26      | 15    | ▼28       |     |
| 1946  | Национал-демократы                 | 1 560 638         | 6,79      | 18    | ▲3        |     |
| 1948  | Палата                             | Национальный блок | 1 003 727 | 3,82  | 15        | ▼3  |
| Сенат | Национальный блок                  | 1 400 249         | 6,20      | 10    | —         |     |
| 1953  | Палата                             | Либералы          | 816 267   | 3,0   | 13        | ▼2  |
| Сенат | Либералы                           | 695 816           | 2,86      | 3     | ▼7        |     |
| 1958  | Палата                             | Либералы          | 1 047 081 | 3,54  | 17        | ▲4  |
| Сенат | Либералы                           | 1 024 150         | 3,92      | 4     | ▲1        |     |
| 1963  | Палата                             | Либералы          | 2 144 270 | 6,97  | 39        | ▲22 |
| Сенат | Либералы                           | 2 065 887         | 7,52      | 19    | ▲15       |     |
| 1968  | Палата                             | Либералы          | 1 850 650 | 5,82  | 31        | ▼8  |
| Сенат | Либералы                           | 1 936 761         | 6,77      | 16    | ▼3        |     |
| 1972  | Палата                             | Либералы          | 1 300 439 | 3,89  | 20        | ▼11 |
| Сенат | Либералы                           | 1 319 032         | 4,38      | 8     | ▼8        |     |
| 1976  | Палата                             | Либералы          | 480 122   | 1,31  | 5         | ▼15 |
| Сенат | Либералы                           | 438 265           | 1,39      | 2     | ▼6        |     |
| 1979  | Палата                             | Либералы          | 712 646   | 1,94  | 9         | ▲4  |
| Сенат | Либералы                           | 691 718           | 2,21      | 2     | —         |     |
| 1979  | Либералы                           | 1 271 159         | 3,63      | 3     | —         |     |
| 1983  | Палата                             | Либералы          | 1 066 980 | 2,89  | 16        | ▲7  |
| Сенат | Либералы                           | 834 771           | 2,69      | 6     | ▲4        |     |
| 1984  | Либералы Республиканцы             | 2 140 501         | 6,09      | 2     | ▼1        |     |
| 1987  | Палата                             | Либералы          | 809 946   | 2,10  | 11        | ▼5  |
| Сенат | Либералы                           | 700 330           | 2,16      | 3     | ▼3        |     |
| 1989  | Либералы Республиканцы Федералисты | 1 533 053         | 4,40      | 0     | ▼2        |     |
| 1992  | Палата                             | Либералы          | 1 121 854 | 2,86  | 17        | ▲6  |
| Сенат | Либералы                           | 939 159           | 2,82      | 4     | ▲1        |     |

1. ↑  Правые либералы (национал-либералы) участвовали в выборах в составе блока Национальный список, в который также входили Национальная фашистская партия, правые (консерваторы) и национал-народники (католики-консерваторы)
2. ↑  Коалиция Итальянской либеральной, демо-прогрессистских Демократической партии труда и Демократического альянса свободы (Артуро Лабриола), а также центристско-либерального Национального союза за реконструкцию (Франческо Саверио Нитти)
3. ↑  Всего от Национально-демократического союза избран 41 депутат
4. ↑  Коалиция Итальянской либеральной партии, правопопулистского Фронта обывателей (Гульельмо Джаннини) и центристско-либерального Союза национального возрождения (Франческо Саверио Нитти)
5. ↑  Всего от Национального блока избрано 19 депутатов
6. ↑  Всего было избрано 5 человек, в том числе двое от Либеральной партии
7. ↑  Всего было избрано 4 человека, в том числе три республиканца и один федералист

## Электорат
В 1920-х годах либералы составляли политический истеблишмент, который правил Италией на протяжении многих десятилетий. Традиционно партия наиболее высокую поддержку имела в Пьемонте, где появились предшественники Либеральной партии, партии «Левая» и «Правая», и Южной Италии.
После Второй мировой войны ситуация изменилась и либералы больше никогда не имели широкой поддержки среди итальянских избирателей, так и не сумев стать массовой партией и были заменены Христианско-демократической партией в качестве доминирующей политической силы. На первых после войны всеобщих выборах 1946 года Либеральная партия, выступая в составе коалиции Национально-демократический союз, смогла получить лишь 6,79 % голосов избирателей. В то же время либералы получили довольно высокую поддержку на Юге: 22,8 % в Базиликате, 21,0 % в Кампании. 13,6 % в Сицилии, 12,8 % в Калабрии и 10,4 % в Апулии.
Тем не менее, партия вскоре нашла свою основную электоральную базу в представителях предпринимательских кругов и связанной с ними части городского среднего класса больших городов «промышленного треугольника», образованного Турином, Миланом и Генуей. Во второй половине 1950-х—первой половине 1960-х годов, Либеральная партия, благодаря политике своего лидера Джованни Малагоди, выступавшего с позиций экономического либерализма и отрицавшего сотрудничество с левыми, смогла значительно улучшить свои показатели на выборах. Пик был достигнут на выборах 1963 года, когда за либералов отдали свои голоса 6,97 % избирателей, в том числе 18,7 % в Милане, 15,2 % в Турине и 11,5 % в Генуе. Полевение партии в начале 1970-х годов, в частности уход Малагоди с поста генерального секретаря, и конкуренция со стороны Итальянской республиканской партии, наоборот, поправевшей после смены руководства, привели к снижению электоральной поддержки. Худший результат был показан в 1976 году, когда за либералов проголосовали всего-навсего 1,31 % избирателей. В конце 1970-х—1980-х годах ситуация несколько улучшилась, но больше 2,89 % (1983) партии получить не удавалось. Наибольшую поддержку либералы в то время имели в Пьемонте, особенно провинциях Турин и Кунео (где много лет неоднократно избирались такие деятели либералов как Джованни Джолитти, Луиджи Эйнауди и Раффаэле Коста), и, в меньшей степени, западной Ломбардии, Лигурии и Сицилии.
В 1980-х годах, как и другие партии пятипартийной коалиции (христианские демократы, социалисты, республиканцы и демократические социалисты), либералы укрепили свои позиции на Юге, в то время как на Севере они потеряли часть своих избирателей, во многом из-за создания регионалистской партии Лига Севера. На всеобщих выборах 1992 года, последних перед скандалом Тангентополи, Либеральная партия получила 2,86 % голосов, во многом благодаря росту поддержки на Юге. После падения Первой итальянской республики бывшие либералы, вошедшие в союз с Сильвио Берлускони, больше всего голосов собирали как и ранее в Пьемонте, Лигурии и в Венеции, где Джанкарло Галан трижды избирался президентом провинции.

## Руководство

### Генеральные секретари
- октябрь 1922—1924 — Альберто Джованнини
- 1924—ноябрь 1926 — Квинтино Пирас
- апрель—июнь 1944 — Джованни Кассандро (для освобождённых территорий)
- июнь-декабрь 1944 — Манлио Брозио
- декабрь 1944—март 1945 — Леоне Каттани
- декабрь 1945—май 1946 — триумвират заместителей секретаря Джованни Кассандро, Антон Данте Кода и Франческо Либонати
- май 1946—март 1947 — Джованни Кассандро
- декабрь 1947—октябрь 1948 — Роберто Лючиферо д’Априльяно
- октябрь 1948—июль 1949 — Бруно Виллабруна (исполняющий обязанности)
- июль 1949—февраль 1954 — Бруно Виллабруна
- февраль—апрель 1954 — Алессандро Леоне ди Таваньяско (исполняющий обязанности)
- апрель 1954—июль 1972 — Джованни Малагоди
- июль 1972—март 1976 — Аугустино Биньярди
- февраль 1976—июль 1985 — Валерио Дзаноне
- июль 1985—май 1986 — Альфредо Бионди
- май 1986—май 1993 — Ренато Альтиссимо
- май 1993—март 1994 — Раффаэле Коста

### Президенты
- 1922—1925 — Эмилио Борзино
- 1944—1947 — Бенедетто Кроче
- 1947—1962 — Раффаэле Де Каро
- 1962—1972 — Гаэтано Мартино
- 1972—1985 — Джованни Малагоди
- 1985—1986 — Валерио Дзаноне
- 1986—1994 — Альфредо Бионди

### Лидеры фракции в Палате депутатов
- 1946 — Витторио Эмануэле Орландо
- 1946 — Луиджи Эйнауди
- 1946—1947 — Франческо Саверио Нитти
- 1947—1948 — Эпикармо Корбино
- 1948—1961 — Раффаэле Де Каро
- 1961—1971 — Джованни Малагоди
- 1971—1987 — Альдо Боззи
- 1987—1993 — Паоло Баттистуцци
- 1993—1994 — Савино Мелильо

## Конгрессы
- 8—10 октября 1922 — I Конгресс (Болонья)
- 4—7 октября 1924 — II Конгресс (Ливорно)
- 2—4 июня 1944 — Конгресс Либеральной партии для освобождённых территорий (Неаполь)
- 29 апреля—3 мая 1946 — III Конгресс (Рим)
- 30 ноября—3 декабря 1947 — IV Конгресс (Рим)
- 9—11 июля 1949 — V Конгресс (Рим)
- 23—26 января 1953 — VI Конгресс (Флоренция)
- 13 декабря 1955 — VII Конгресс (Рим)
- 29 ноября—1 декабря 1958 — VIII Конгресс (Рим)
- 5—8 апреля 1962 — IX Конгресс (Рим)
- 4—8 февраля 1966 — X Конгресс (Рим)
- 7—12 января 1969 — XI Конгресс (Рим)
- 9—15 января 1971 — XII Конгресс (Флоренция)
- 7—11 февраля 1973 — XIII Конгресс (Рим)
- 18—23 апреля 1974 — XIV Конгресс (Рим)
- 7—11 апреля 1976 — XV Конгресс (Неаполь)
- 24—28 января 1979 — XVI Конгресс (Рим)
- 18—22 ноября 1981 — XVII Конгресс (Флоренция)
- 29 марта—1 апреля 1984 — XVIII Конгресс (Турин)
- 22—25 мая 1986 — XIX Конгресс (Генуя)
- июнь 1988 — ХХ Конгресс (Рим)
- 9—12 мая 1991 — XXI Конгресс (Рим)
- 5—6 февраля 1994 — XXII Конгресс (Рим)

## Известные члены
- Джованни Джолитти (1841—1928) — лидер партии «Левая», затем один из создателей и первых лидеров Либеральной партии, один из самых влиятельных и уважаемых деятелей итальянского либерального движения в 1890-х—1920-х годов.
- Бенедетто Кроче (1866—1952) — философ, историк, литературный критик и писатель, политический деятель, главный идеолог итальянского либерализма XX века.
- Энрико Де Никола (1877—1959) — адвокат, депутат и сенатор, Председатель Палаты депутатов (1920—1924), первый президент Италии (1946—1948), Председатель Сената (1951—1952), Председатель Конституционного суда (1956—1957).
- Луиджи Эйнауди (1874—1961) — один из самых известных итальянских экономистов и интеллектуалов, политик и журналист, депутат и министр, пожизненный сенатор, управляющий Банком Италии (1945—1948), второй Президент Италии, считается одним из отцов Итальянской Республики.
- Алессандро Касати (1881—1955) — философ и богослов, публицист, участвовал в Первой мировой войне, сенатор, министр образования в первом правительстве Муссолини, но вскоре прервал сотрудничество с фашизмом, участвовал в восстановлении Либеральной партии, её представитель в Комитете национального освобождения, министр обороны в правительствах Бономи (1944—1945) и президент Верховного совета обороны Италии и председатель делегации Италии в ЮНЕСКО, сенатор, член совета директоров Итальянского института исторических исследований, председатель Национального совета по вопросам образования, входил в руководство Общества Данте Алигьери, Национальной федерации итальянской прессы и Итальянской библиотечной ассоциации.
- Марчелло Солери (1882—1945) — юрист, мэр Кунео, участник Первой мировой войны, депутат и министр, будучи военным министром в октябре 1922 года предлагал ввести военное положение, чтобы не допустить прихода фашистов к власти, президент Национальной альпинистской ассоциации (1944—1945).
- Альберто Джованнини (1882—1969) — экономист, один из создателей и первых лидеров Либеральной партии, первый генеральный секретарь (1922—1924), депутат и министр.
- Бруно Виллабруна (1884—1971) — юрист, антифашист, депутат, мэр Турина, генсек (1948—1954), позднее один из создателей Радикальной партии.
- Николо Карандини (1895—1972) — граф, участник Первой мировой войны, партизан и антифашист, один из основателей восстановленной Либеральной партии, депутат и министр, дипломат, президент Alitalia (1948—1968), один из создателей левого Независимого либерального движения, позднее участвовал в создании Радикальной партии, один из основателей Итальянского Европейского движения.
- Манлио Брозио (1897—1980) — адвокат, участник Первой мировой войны и антифашистского движения Сопротивления, генсек Либеральной партии (1944), министр без портфеля первого и второго правительств Бономи, вице-премьер в правительстве Парри, министр обороны первого кабинета Де Гаспери, дипломат (в частности, посол в Москве (1947—1952), генеральный секретарь НАТО (1964—1971), сенатор и лидер либералов в Сенате (1972—1976), председатель Итальянского атлантического комитета.
- Гаэтано Мартино (1900—1967) — учёный-медик и физиолог, профессор биологической химии и физиологии человека, ректор университетов Мессины (1943—1954) и Ла Сапиенца (1966—1967), депутат, министр, будучи министром иностранных дел активно занимался вопросами евроинтеграции, президент Европейского парламента (1962—1964), президент Либеральной партии (1962—1972), был президентом Итальянского национального корпуса молодых разведчиков (скаутов).
- Леоне Каттани (1906—1980) — адвокат, антифашист, генеральный секретарь (1944—1945), в 1955 году стал одним из основателей Радикальной партии Марко Паннело.
- Роберто Лючиферо ди Априльяно (1903—1993) — журналист, сенатор, депутат, один из создателей и руководителей консервативно-монархической Итальянской демократической партии, после её роспуска генсек Либеральной партии (1947—1948), затем лидер парламентской фракции Национальной монархической партии.
- Джованни Франческо Малагоди (1904—1991) — банкир, представитель Италии в Организации европейского экономического сотрудничества, депутат, сенатор (Председатель Сената в 1987), министр, генеральный секретарь (1954—1972), президент партии (1972—1977) и почётный председатель.
- Марио Паннунцио (1910—1968) — журналист, киносценарист и художник, основал ряд журналов, закрытых фашистским режимом по политическим причинам, антифашист, участвовал в восстановлении Либеральной партии, редактор газеты «Либеральное возрождение», официального органа партии, выйдя из рядов либералов основал и редактировал еженедельник Il Mondo, один из создателей Радикальной партии.
- Джованни Кассандро (1913—1989) — юрист, участник антифашистского движения Сопротивления, один из инициаторов воссоздания Либеральной партии, был генеральным секретарем партии на освобождённых территориях (1944), затем генсек (1946—1947), профессором истории права университетов Бари и Ла Сапиенца, судья Конституционного Суда (1955—1967).
- Эдгардо Соньё (1915—2000) — граф, писатель, офицер-кавалерист, воевал в Испании на стороне Франко, дипломат, герой антифашистского Сопротивления (был награждён Золотой медалью за воинскую доблесть, высшей в Италии наградой за доблесть для младших офицеров и солдат), убеждённый либерал, монархист и антикоммунист, депутат, основатель итальянского филиала французского антикоммунистического движения «Мир и свобода» и одноимённой газеты, в 1974 году вместе с бывшим республиканцем Рандольфо Паччарди был обвинён в заговоре с целью изменить конституцию Италии и ввести президентскую республику, в 1996 году пытался баллотироваться в парламент от Национального альянса, но проиграл.
- Аугустино Биньярди (1921—1983) — депутат, генеральный секретарь (1972—1976), президент Союза провинциальных фермеров.
- Антонио Базлини (1926—1995) — химик, бизнесмен и журналист, депутат, автор ряда важных законов, в том числе так называемого «Закона Базлини—Фортуна», разрешившего в Италии разводы, много лет руководил газетой La Tribuna, а позже журналом Alleanza, почётный президент Федерации либералов.
- Альфредо Бионди (род. в 1928) — адвокат, депутат и сенатор (1968—1972, а затем непрерывно с 1979 до 2008), неоднократно министр, вице-президент Палаты депутатов, генеральный секретарь (1985—1986), президент партии (1986—1994), после роспуска Либеральной партии стал одним из основателей правоцентристского Союза центра, затем входил в партии Сильвио Берлускони «Вперёд, Италия!» и «Народ свободы», с 2011 года президент ассоциации Союз либералов и центра (итал. Unione liberale di centro).
- Валерио Дзаноне (род. в 1936) — депутат и министр, мэр Турина, генсек (1976—1985), президент партии (1985—1986), после роспуска Либеральной партии основал Либерально-демократический союз, затем председатель Федерации либералов, создатель Ассоциации либеральной демократии.
- Раффаэле Коста (род. в 1936) — юрист и политолог, с 1971 года издаёт и редактирует политический журнал Il Duemila, депутат (1976—2001) и министр, депутат Европарламента (1999), генеральный секретарь (1993—1994), после роспуска Либеральной партии стал одним из основателей правоцентристского Союза центра, затем входил в партии Сильвио Берлускони «Вперёд, Италия!» и «Народ свободы», президент провинции Кунео (2004—2009).
- Ренато Альтиссимо (род. в 1940) — вице-президент Конфиндустрии, министр и депутат, генеральный секретарь (1986—1993), в 1993 году признался в незаконном получении денег на политическую деятельность, в 1998 году был приговорён к восьми месяцам тюрьмы, с 2004 года член новой Итальянской либеральной партии.